# Giovanni Renosto
Giovanni Renosto (Treviso, 14 de novembro de 1960) é um desportista italiano que competiu no ciclismo nas modalidades de pista, especialista na prova de meio fundo, e rota.
Ganhou duas medalhas no Campeonato Mundial de Ciclismo em Pista, ouro em 1989 e bronze em 1986.
Em estrada o seu maior sucesso é a vitória numa etapa do Giro d'Italia de 1981.

## Medalheiro internacional
| Campeonato Mundial | Campeonato Mundial                 | Campeonato Mundial | Campeonato Mundial |
| Ano                | Lugar                              | Medalha            | Competição         |
| ------------------ | ---------------------------------- | ------------------ | ------------------ |
| 1986               | Colorado Springs ( Estados Unidos) | Medalha de bronze  | Meio fundo (P)     |
| 1989               | Lyon ( França)                     | Medalha de ouro    | Meio fundo (P)     |